# 中央スオミ県
中央スオミ県（ちゅうおうスオミけん、フィンランド語: Keski-Suomi、スウェーデン語: Mellersta Finland）は、フィンランドの行政区。
北から時計回りに、北ポフヤンマー県、北サヴォ県、南サヴォ県、パイヤト＝ハメ県、ピルカンマー県、南ポフヤンマー県、中部ポフヤンマー県と接する。名称のスオミは、フィンランドをも表すのでその名の通りフィンランド中央に位置する県である。
面積はおよそ2万平方メートル。人口は約27万人。中心都市はユヴァスキュラ。この地域で最大の都市である。
肩章にはヨーロッパオオライチョウが象られている。

## 自治体
中央スオミ県には、6の郡があり、その下に23の自治体がある。
| ヨウツァ郡: - ヨウツァ(Joutsa) - ルハンカ(Luhanka) ユヴァスキュラ郡: - ハンカサルミ(Hankasalmi) - ユヴァスキュラ(Jyväskylä) - ラウカー(Laukaa) - ムーラメ(Muurame) - ペタヤヴェシ(Petäjävesi) - トイヴァッカ(Toivakka) - ウーライネン(Uurainen) | ヤムサ郡: - ヤムサ(Jämsä) - クフモイネン(Kuhmoinen) ケウルー郡: - ケウルー(Keuruu) - ムルティア(Multia) | サーリヤルヴィ＝ヴィータサーリ郡: - カンノンコスキ(Kannonkoski) - カルストゥラ(Karstula) - キンヌラ(Kinnula) - キヴィヤルヴィ(Kivijärvi) - ピヒティプダス(Pihtipudas) - サーリヤルヴィ(Saarijärvi) - ヴィータサーリ(Viitasaari) アーネコスキ郡: - コンネヴェシ(Konnevesi) - キューヤルヴィ(Kyyjärvi) - アーネコスキ(Äänekoski) |

## 政治
2011年のフィンランド総選挙の結果は以下のようになる。
- フィンランド中央党 21.8%
- フィンランド社会民主党 21.2%
- 真のフィンランド人 18.1%
- 国民連合党 15.0%
- 左翼同盟 9.0%
- 緑の同盟 6.5%
- キリスト教民主党 6.4%